# Lumbricillus rupertensis
Lumbricillus rupertensis är en ringmaskart som beskrevs av Kathryn Coates 1981. Lumbricillus rupertensis ingår i släktet Lumbricillus och familjen småringmaskar. Inga underarter finns listade i Catalogue of Life.